# Cepino
Cepino [ʧepiːno] (San Bernardì [saɱbɛɾnaɾˈdi] in dialetto bergamasco, dal nome del patrono) è una frazione sopraelevata del comune bergamasco italiano delle Prealpi Orobiche di Sant'Omobono Terme.

## Origine del nome
Il nome della località è indicato nella contrada posta in prossimità della chiesa di san Bernardino: “in contrada di Cepino ubi dicitur in cipino”, documentata in un atto notarile del 1177 quando un certo Alberigo “leonis de cepino de lemenne” aveva ceduto alcune sue proprietà alla chiesa di Bergamo “in cepino et ad plazas et ad plazam longam” venendo per questo nominato “exceptis vavassoribus et supra vavassores”, con diritti per lui e per tutti i suoi eredi, i quali dovevano versare un fitto annuo di 27 soldi imperiali di cui una parte alla chiesa di San Faustino a una a quella di san Martino. La famiglia più antica e forse quella che per prima abitò il territorio è quella dei “pancottus” presente, con il suo capostipite, già nel XII secolo.

## Storia
La località è un piccolo villaggio agricolo di antica origine, comune della Valle Imagna sotto la Repubblica di Venezia e parrocchia sotto il titolo di San Bernardino.
Il paese divenne una semplice frazione su ordine di Napoleone, ma gli austriaci annullarono la decisione al loro arrivo nel 1815 col Regno Lombardo-Veneto.
Dopo l'unità d'Italia il paese crebbe da meno di trecento a più di quattrocento abitanti. Fu il fascismo a decidere la soppressione del comune unendolo a Sant'Omobono Imagna.
La frazione è sede parrocchiale fin al XV secolo con la chiesa di San Bernardino